# منزل محمد تقي صوفي سياوش
منزل محمد تقي صوفي سياوش (بالفارسية: خانه محمد تقی صوفی سیاوش) هو منزل تاريخي يعود إلى عصر القاجاريون، ويقع في أملش.